# Departamento Presidente Roque Sáenz Peña
Presidente Roque Sáenz Peña es un departamento ubicado en la provincia de Córdoba (Argentina). Fue creado en 1937 por ley provincial 3716 con tierras de los departamentos General Roca, Juárez Celman, Marcos Juárez y Unión.
El departamento se divide en cuatro pedanías: Amarga, Independencia, La Paz y San Martín.

## Gobiernos locales
El departamento comprende 10 gobiernos locales, cuyos ejidos municipales no son colindantes y por tanto no ocupan la totalidad del territorio departamental. 
Se encuentran categorizados en 7 municipios:
- General Levalle
- La Cesira
- Laboulaye
- Melo
- Rosales
- Serrano
- Villa Rossi

Y 3 comunas:
- Leguizamón
- Riobamba
- San Joaquín

## Demografía

### Estructura
Según el censo 2022 la población total del departamento es de 37 726 personas, repartidas en 
19 057 mujeres y 18 669 hombres, con un índice de masculinidad de 97,6 hombres por cada 100 mujeres. 
La edad mediana de la población es de 35 años (36 años entre las mujeres y 33 años entre los hombres).
El 14,7% de la población tiene más de 65 años (frente al 13,3% en 2010), y el 3,5% de la población tiene más de 80 años (frente al 3,3% en 2010)

### Salud y educación
El 66,7% de la población tiene al menos un tipo de cobertura de salud. 
Unas 11 532 personas asisten a algún tipo de establecimiento educativo de cualquier nivel y unas 3 660 personas tienen un título terciario o superior (15,0% sobre el total de la población instruida). La tasa de alfabetización es del 99,8

### Migraciones
De las personas residentes en el departamento, unas 4 947 (13,1% del total de población) nacieron en otra provincia, y unas  206 (0,5% del total de población) lo hicieron fuera del país, siendo los grupos de inmigrantes más numerosos los provenientes de:
- Bolivia: 53 personas
- Paraguay: 42 personas
- Chile: 12 personas
- Uruguay: 11 personas
- Italia: 10 personas

### Hogares
En el departamento hay un total de 16 480 viviendas  y 14 169 hogares. 
En cuanto al régimen de tenencia y regularidad de la propiedad de las viviendas, el 61,9% es propia, el 20,7% es alquilada, el 10,0% es cedida o prestada, y el resto se encuentra en otra situación.
Sobre el total de hogares, 11 212 (79,1% del total) tienen acceso a red pública de agua corriente, 7 369 (52,0% del total) tienen desagüe y descarga a red pública cloacal, 6 122 (43,2% del total) tienen acceso a red pública de gas, y 11 393 (80,4% del total) tienen acceso a red de internet en la vivienda. 

## Sismicidad
La sismicidad de la región de Córdoba es frecuente y de intensidad baja, y un silencio sísmico de terremotos medios a graves cada 30 años en áreas aleatorias. Sus últimas expresiones se produjeron:
- 22 de septiembre de 1908 (116 años), a las 17.00 UTC-3, con 6,5 Richter, escala de Mercalli VII; ubicación 30°30′0″S 64°30′0″O / -30.50000, -64.50000; profundidad: 100 km; produjo daños en Deán Funes, Cruz del Eje y Soto, provincia de Córdoba, y en el sur de las provincias de Santiago del Estero, La Rioja y Catamarca[24]

- 16 de enero de 1947 (78 años), a las 2.37 UTC-3, con una magnitud aproximadamente de 5,5 en la escala de Richter (terremoto de Córdoba de 1947)[23]

- 28 de marzo de 1955 (70 años), a las 6.20 UTC-3 con 6,9 Richter: además de la gravedad física del fenómeno se unió el desconocimiento absoluto de la población a estos eventos recurrentes (terremoto de Villa Giardino de 1955)

- 7 de septiembre de 2004 (20 años), a las 8.53 UTC-3 con 4,1 Richter

- 25 de diciembre de 2009 (15 años), a las 21.42 UTC-3 con 4,0 Richter